# りゅう座アルファ星
りゅう座α星は、りゅう座の恒星で4等星。
りゅう座で最も明るい恒星ではないがα星とされている。紀元前2700年頃には、この恒星が天の北極に最も近い位置に見えていたが、地球の歳差運動により紀元前1900年頃にはこぐま座β星に取って代わられた。

## 概要
20世紀初頭から長年研究されてきた単線分光連星で、A0IIIの主星の周りを51.5日の周期で周回する伴星があることが知られてきた。2019年、アメリカ航空宇宙局 (NASA) の太陽系外惑星探索衛星TESSによる観測で得られた光度曲線から、りゅう座α星が食連星（食変光星）であり、2つの星は非常に近い位置にありながらも接触連星ではない、とする研究結果が発表された。2004年に「りゅう座α星は53分という短い周期でごくわずかに変光しており、「マイア型変光星 (Maia variables)」と呼ばれる数時間の短い周期で変光する脈動変光星の一種に分類される」とする説が提唱され、賛否が分かれていたが、今回得られたTESSの光度曲線からは食による変光以外に短周期の変光は見られないとされた。

## 名称
α Draconis / α Dra。固有名はトゥバン (ツバーン, Thuban)。これはアラビア語で「蛇の頭」を意味する raʾs al-tinnīn に由来する。この言葉がルネサンス期にラテン語に訳されて Rastaben と綴られ、元の al-tinnīn ではなくアラビア語で「蛇」を意味する thūʿban に帰せられることとなった。さらに、thūʿban がアラビアでりゅう座のことを表すという誤認も生じている。2016年6月30日に国際天文学連合の恒星の命名に関するワーキンググループ (Working Group on Star Names, WGSN) は、Thuban をりゅう座α星の固有名として正式に承認した。